# Palestina (Huila)
Pour les articles homonymes, voir Palestina.
Palestina est une municipalité située dans le département de Huila, en Colombie.